# Puzur-Sin

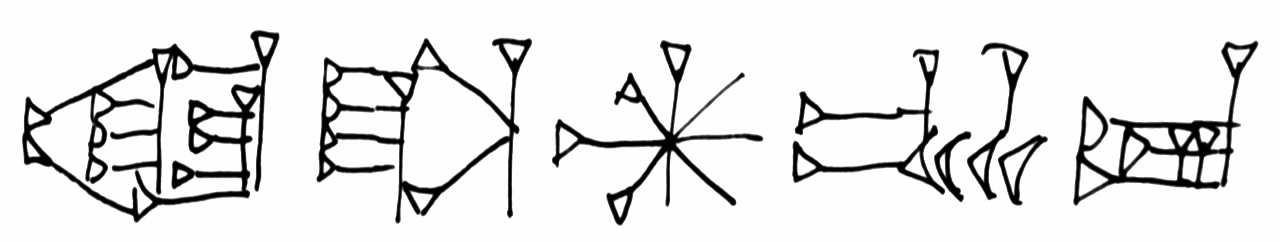
Keilschriftliche Schreibweise des Namens: pù-zur_{8}-^{d}EN.ZU

Puzur-Sîn, Sohn des Aššur-bel-Šame (1639–1628 v. Chr.) war Vize-Regent und im Anschluss womöglich auch assyrischer König. In der assyrischen Königsliste wird er nicht aufgeführt. 
Wie Puzur-Sîn auf einer in Assur gefundenen Inschrift berichtet, setzte er einen Herrscher ab, der aus dem Geschlecht des Šamši-Adad I. stammte. Ob abu abis'u in diesem Kontext als Großvater oder allgemein als Vorvater zu übersetzen ist, ist umstritten. Auch der Name der abgesetzten Person wird unterschiedlich gedeutet. A-si-nim wird entweder als der Eigenname Asīnum oder als Titel (Priester der Ištar) gelesen. Reade hält es auch für möglich, dass A-si-nim ein herabsetzender Beiname von Re-mu-[x], einem nur durch die Königsliste VAT 9812 belegten Herrscher ist. Von a-si-nim ist weiterhin nur bekannt, dass er am Palast von Šamši-Adad I. Bauarbeiten durchführte.
Reade erwägt eine Gleichsetzung von Puzur-Sin mit dem IB.TAR-Sin der Standard-Königsliste, der mit sehr ähnlichen Keilen geschrieben wird. Als dessen Vater wird allerdings Šarma-Adad I. angegeben.
Die Inschriften Puzur-Sins sind allgemein der vorherigen Dynastie gegenüber feindlich gehalten und beschuldigen sie verschiedener Sakrilegien.
Sein Nachfolger war sein Sohn Bazaia (1627–1600).